# Luca della Robbia

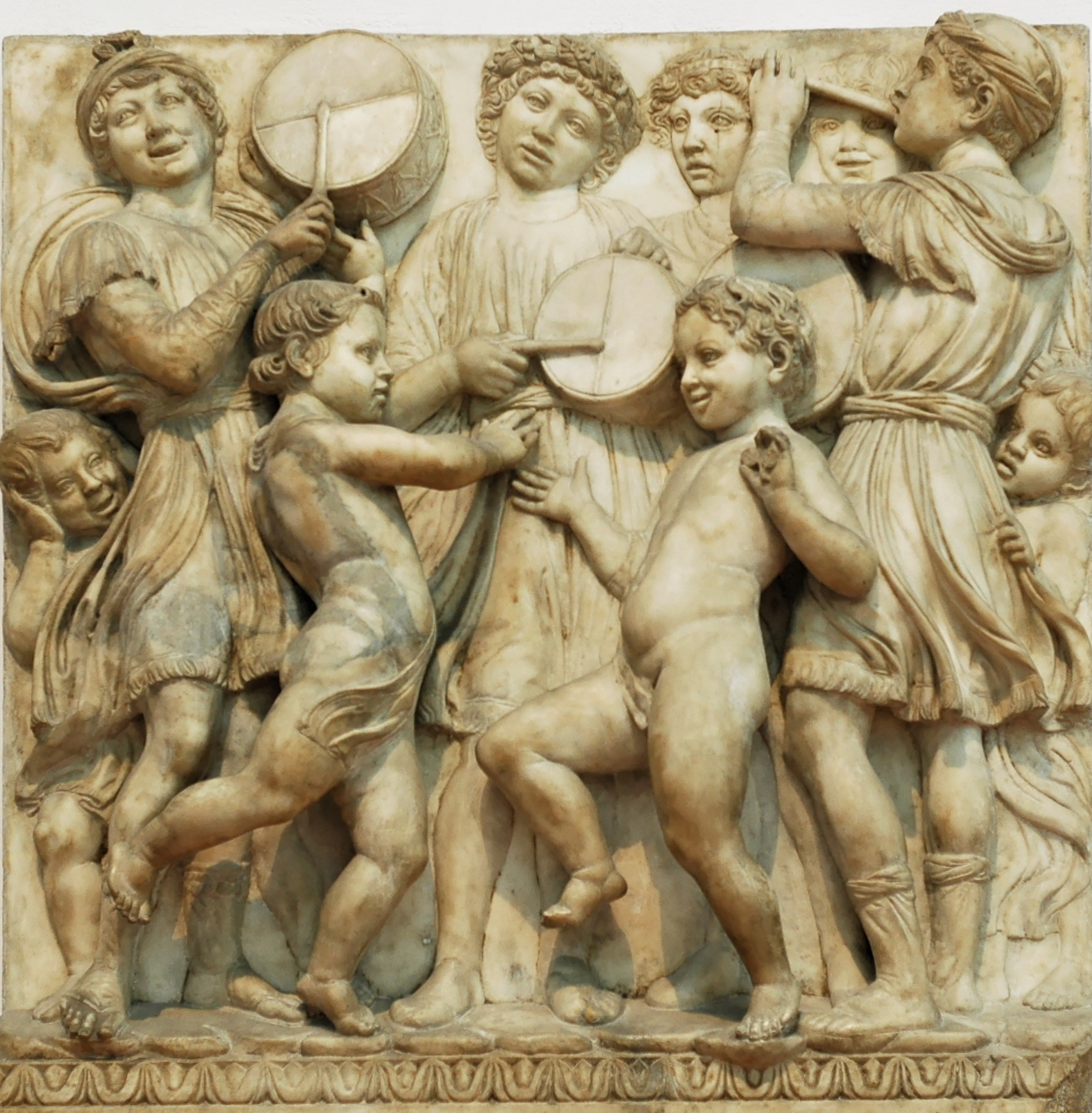
Detalle de la Cantoría de la Catedral de Santa María del Fiore, Museo dell'Opera del Duomo.

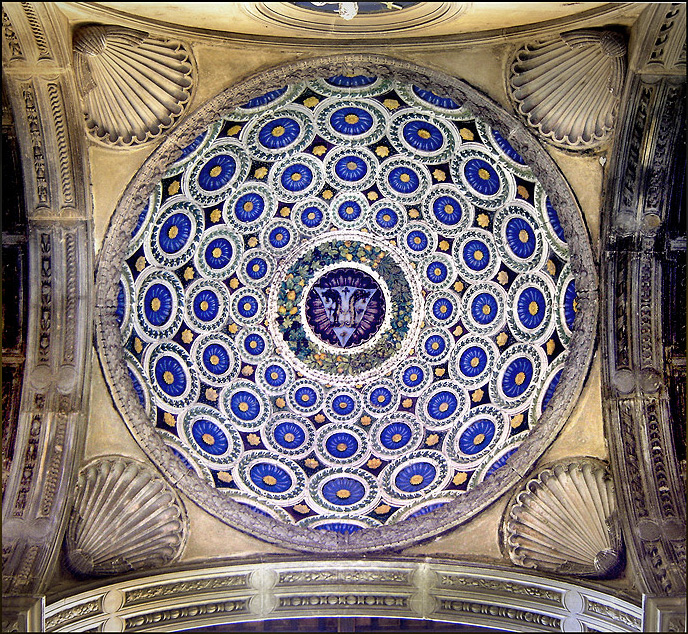
Interior de la cúpula de la capilla Pazzi en la basílica de la Santa Croce de Florencia recubierta de cerámica esmaltada del taller de Luca della Robbia.

Luca Della Robbia (Florencia, c.1400-1482) fue un escultor y ceramista italiano del Renacimiento florentino.
Según Giorgio Vasari, Luca nació en el año 1399 en la casa de sus antepasados que se encontraba debajo de la iglesia de San Bernabé en Florencia. Fue educado, conforme a las costumbres de la época, hasta que aprendió no solo a leer, sino también a escribir y contar, como se solía hacer en casi todas las casa florentinas, por sus propios medios. Su padre le colocó, enseguida, para que aprendiera el oficio, en casa del orfebre Leonardo, hijo de Giovanni, considerado, por entonces en Florencia, como el mejor maestro en este arte. 
Nacido en el seno de una familia de tintoreros (robbia significa "granza" en toscano, y esta palabra designa a una planta utilizada para teñir), empezó a trabajar como escultor en mármol y estudió la escultura antigua. Luca Della Robbia esculpió con bajorrelieves representando niños cantores la Cantoría o tribuna de los cantores en la Catedral de Santa María del Fiore, que tenía que emplazarse sobre la puerta de la sacristía a modo de balcón para el órgano. Terminada hacia 1438-1439, se encuentra actualmente en el Museo dell'Opera del Duomo.
En 1446, Luca y su hermano Marco, compraron una gran casa para instalar un taller y un horno. En 1448 murió Marco dejando a cargo de Luca a sus seis sobrinos, entre los cuales destaca Andrea della Robbia que fue el más conocido. Andrea se hizo cargo de la botega (taller) a la muerte de su tío, y sus cinco hermanos trabajaron con él. El más célebre es el tercer hijo: Giovanni. Después, el taller dejaría de funcionar.
No tan avanzado en las tendencias del Renacimiento formuladas por Brunelleschi, Masaccio y Donatello, Luca Della Robbia es un escultor cuya sobriedad clara de los planos y los ritmos, la serenidad clásica de los rostros, las formas simples y la sensibilidad de la luz estarán siempre presentes en su obra. Buscó la fórmula para conservar sus obras de barro cocido, que el sobrino del artista y los hijos de este continuaron con esta misma técnica. Siempre según Vasari:

Considerando que el barro se trabaja fácilmente y sin grandes fatigas, busca el medio de conservar las obras una vez que las mismas están acabadas, sueña que encuentra ese medio para defenderlas de las injurias del tiempo, después de haber experimentado con cantidad de cosas, descubre, por fin, que recubriéndolas con una mezcla de estaño, de antimonio y otros minerales y mixturas cocidas en un horno especial, se obtiene un efecto eficaz para conservar la obra de barro casi eternamente.

Una de las últimas esculturas del repertorio de Giovanni Della Robbia titulada Visitar a los enfermos (una de las siete obras de caridad, según el catecismo católico) datada en 1525-1529, se puede contemplar en el Hospital del Ceppo de Pistote. 
La producción familiar fue muy prolífica y se exportó a toda Europa. Comprende frisos y retablos, emblemas de corporaciones o armas aristocráticas, retratos de la Virgen María o de santos, para la devoción privada. Las obras de los Della Robbia se caracterizan por su gracia, el brillante colorido del esmalte —especialmente el blanco y el azul—, la finura del modelo y la frescura del diseño. Su estilo se reconoce fácilmente.